# 博里霍尔姆市镇
博里霍尔姆市镇（瑞典語：Borgholms kommun）是瑞典东南部卡尔马省的一个市镇，坐落于波罗的海厄兰岛的北半部。其治所位于博里霍尔姆。